# Tin Toy
Tin Toy ist ein US-amerikanischer computeranimierter Kurzfilm von John Lasseter aus dem Jahr 1988.

## Handlung
Ein Wohnzimmer: Eine kleine, gerade aus ihrer Verpackung genommene Ein-Mann-Orchester-Blechfigur schaut sich erfreut um. Kurze Zeit später kriecht ein Baby ins Zimmer und die Begeisterung des Spielzeugs wandelt sich, als das Baby in Spielringe beißt und vor seinen Augen eine Kette zerreißt. Zwar will das Männchen unbemerkt fliehen, doch lässt seine Mechanik bei jedem Schritt Musikgeräusche ertönen. Das Baby wird so auf das Männchen aufmerksam und verfolgt es. Dem Männchen gelingt die Flucht unter eine Couch. Hier sind bereits sämtliche weitere Spielzeugfiguren ängstlich zitternd versammelt.
Als das Baby auf der Jagd nach dem Spielzeug hinfällt und zu weinen beginnt, ergreift das Männchen Mitleid und es kehrt aus seinem Versteck zurück und macht laut musizierend auf sich aufmerksam. Das Baby jedoch spielt nun mit der Verpackung des Männchens und der Einkaufstüte und stolpert schließlich aus dem Zimmer – verfolgt vom hartnäckig musizierenden Männchen.

## Produktion
Tin Toy war der erste Film, der eine menschlich wirkende Figur, hier ein Baby, computeranimiert darstellte. Der Film kam am 30. Dezember 1988 in die Kinos.

## Auszeichnungen
Tin Toy gewann 1989 den Oscar in der Kategorie „Bester animierter Kurzfilm“. Es war der erste computeranimierte Film, der die Auszeichnung in dieser Kategorie erhielt und der erste mit einem Oscar ausgezeichnete Pixar-Film.
Im Jahr 2003 wurde der Film in das National Film Registry aufgenommen.